# Nuttlar
Nuttlar ist ein Ortsteil der Gemeinde Bestwig im nördlichen Hochsauerlandkreis (Nordrhein-Westfalen).

## Geographie
Nuttlar liegt südlich des Naturparks Arnsberger Wald. Die Ruhr und der Schlehdornbach durchfließen den Ort.
Obwohl Nuttlar ein Ortsteil von Bestwig ist, werden noch die nicht mit dem Hauptdorf verbundenen Siedlungen Grimlinghausen, Am Roh und Am Dümel hinzugezählt.

## Geschichte

### Mittelalter

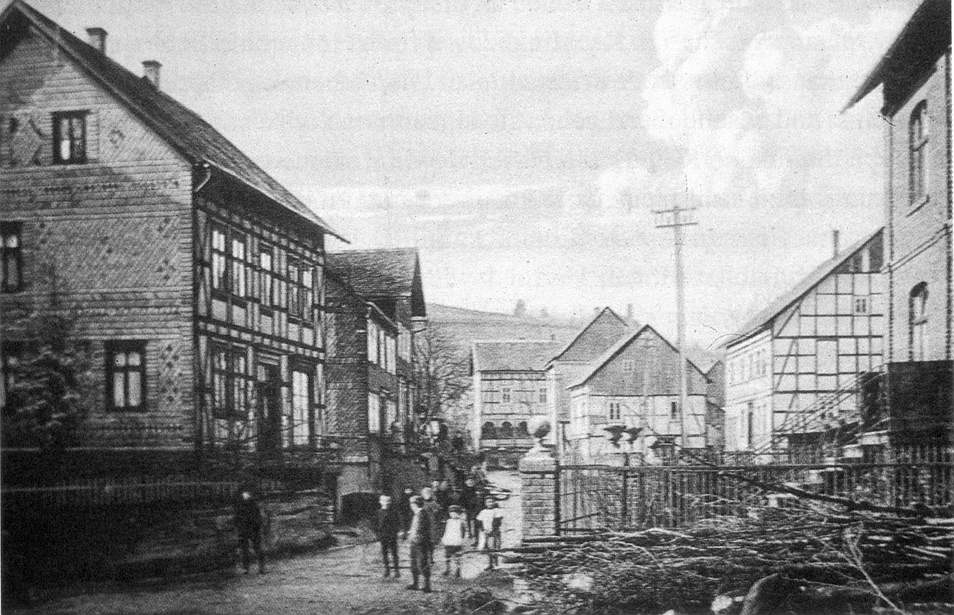
Dorfstraße in Nuttlar, um 1900

Im neunten Jahrhundert stand auf dem Suhrenberg oberhalb des heutigen Dorfes vermutlich die Missenburg. Sie hätte zu einer Reihe von Fliehburgen im Oberen Ruhrtal gehört, die jeweils Sichtkontakt zueinander hatten. Historisch verbürgt ist sie allerdings nicht.
Erstmals erwähnt wurde Nuttlar im Jahre 1072 in einer Urkunde des Klosters Grafschaft, damals noch als Haupthof unter dem Namen Notelar. Es ist damit, neben Velmede, die älteste Siedlung auf dem Gebiet der Gemeinde Bestwig. Dieser Haupthof muss eine beachtliche Größe gehabt haben, die genaue Ausdehnung ist nicht überliefert.

### Neuzeit
In den Wirren des Dreißigjährigen Krieges wurde der Haupthof 1630 gebrandschatzt und geplündert und wohl zeitnah wieder aufgebaut. Der Hof wurde 1685 an den Obristleutnant von Passel verlehnt. Der erste namentlich überlieferte Lehrer im Dorf war 1715 G. Veltmann. Die St.-Anna-Kapelle am Dümel hatte eine Grundfläche von etwa 30 Quadratmetern und eine Mauerstärke von etwa einem halben Meter, sie wurde 1745 gebaut. Der Kurfürst genehmigte 1776 den Bau einer Getreidemühle auf dem Haupthof. Im Jahr 1778 standen im Dorf an gewerblichen Gebäuden zwei Calcinierhäuser, fünf Schmieden, eine Getreidemühle, ein Hammerwerk. Zusätzlich gab es an katholischen Kapellen die St.-Anna-Kapelle und die Kreuzkapelle, deren Glocke heute in der Friedhofskapelle hängt. Bei der Bauernbefreiung im Jahr 1802 wurden die Lehnshöfe in das Eigentum der ehemaligen Pächter überführt und Nuttlar kam unter die Herrschaft des Landgrafen Ludwig von Hessen-Darmstadt, vorher gehörte der Ort zum Kurfürsten von Köln, ein erneuter Wechsel nach Preußen erfolgte 1816. Die Firma Josef Sauerwald und Söhne wurde 1824 gegründet, sie war die der ersten Seifenfabrik in dieser Gegend, auch Bohnerwachs, Polierpaste und Schuhwichse ergänzten die Produktpalette. Nach Einführung der allgemeinen Schulpflicht im Jahr 1824, konnte 1862 ein Schulgebäude errichtet werden. Ab Mitte des 19. Jahrhunderts begann in Nuttlar der industrielle Abbau von Schiefer. Damit einher ging eine größere politische Unabhängigkeit, die sich 1866 in einer selbständigen Gemeindeverwaltung durch Ausgliederung aus der Gemeinde Velmede niederschlug. Die St.-Anna-Kapelle musste 1870 wegen des Eisenbahnbaues abgerissen werden, die Bahnstrecke und der Bahnhof in Nuttlar wurden 1872 fertiggestellt. Das bedeutete umfangreiche Strukturverbesserungen, besonders die jungen Industrieunternehmen profitierten, statt mit Fuhrwerken wurde die Ware, zum Beispiel Schiefer mit der Bahn transportiert. Durch den Wirtschaftsaufschwung konnten neue Arbeitsplätze geschaffen werden und die beruflichen Aufstiegschancen verbesserten sich. Der erste katholische Priester Vikar Kellermann wurde 1879 in sein Amt eingeführt, vorher arbeitete er als Hausgeistlicher bei der Familie von Lüninck in Ostwig. 1893 gründeten zwei Franziskaner auf dem Hof Passel eine Niederlassung, drei Laienbrüder kamen ein Jahr später hinzu. Nachdem die geplante Errichtung eines Klosters neben der Hl.-Kreuz-Kapelle scheiterte, gingen die Franziskaner nach Attendorn und ließen sich 1898 dort nieder. Eine erste Kommunionfeier konnten die Gemeindemitglieder 1903 begehen, darauf folgte im Jahr 1904 die erste Fronleichnamsprozession. Die Kirchengemeinde wurde 1920, mit gleichzeitiger Ernennung des Vikars zum Pastor, zur selbstständigen Pfarrei St. Anna erhoben.
Während der Zeit des Nationalsozialismus traten viele Einwohner in die NSDAP ein. In der Reichskristallnacht gab es keine Aktivitäten im Ort. Von den jüdischen Mitbürgern konnten sich vier in das Ausland absetzen, von dem Verbleib der restlichen Einwohner jüdischen Glaubens gibt es keine gesicherten Erkenntnisse, sie wurden wohl ermordet. Ihnen zu Gedenken errichtete die Gemeinde an der Kirche einen Gedenkstein mit der Aufschrift: Den Opfern ungerechter Gewalt – 1933–1945 – Zum Gedenken an die jüdischen Familien Jacobs – Herzstein – Nuttlar 1985.

### Zweiter Weltkrieg
Ab März 1942 wurden russische Fremdarbeiter in der Schiefergrube eingesetzt, die Elektroplatten für die Rüstungsindustrie fertigte.
In der ehemaligen Schultafelfabrik wurde ein Fremd(Zwangs-)arbeiterlager eingerichtet.
Die armen Schulschwestern richteten 1943 während des Zweiten Weltkrieges im Haus Hubert eine Schwesternstation ein. Sie verrichteten den Kindergartendienst, den Kirchendienst und übernahmen die Krankenpflege. Ein Lokführer wurde auf seiner Lok ein Opfer von Tieffliegern. Insgesamt wurden im Krieg fünf Häuser zerstört und 16 stark beschädigt.

### Nach dem Zweiten Weltkrieg
Die amerikanische Besatzungsmacht richtete Anfang Mai 1945 ein Lager für ehemalige sowjetische Fremdarbeiter in der Volksschule ein, die kurzzeitig die Macht im Ort übernahmen. Sie blieben bis zum 15. August. Während dieser Zeit wurde ein Mensch erschossen und es fanden mehrfach Plünderungen sowie Diebstähle statt.
Durch den Bauboom der Nachkriegsjahre, erfuhr der Schieferbau noch einmal einen starken Aufschwung. Aus dieser Zeit stammt auch ein Poststempel mit der Aufschrift „Nuttlar – weltbekannt durch sein Schiefervorkommen“. Lage und Zusammensetzung des Nuttlarer Schiefers sowie das Aufkommen alternativer Baustoffe wie Eternit ließen ab den 1980er Jahren keine wirtschaftliche Förderung mehr zu, so dass der Abbau 1985 eingestellt wurde. An die Zeit der Schieferförderung in Nuttlar erinnert heute noch eine Lore und ein Plateauwagen im Ort, ein Verweilort mit fünf Infotafeln am Kaiser-Wilhelm-Stollen macht diesen Teil der Ortsgeschichte wieder erlebbar.
Bei der kommunalen Neuordnung, die am 1. Januar 1975 in Kraft trat, verlor Nuttlar seine Selbständigkeit und wurde ein Teil der Gemeinde Bestwig. 1997 feierte Nuttlar in festlichem Rahmen sein 925-jähriges Bestehen.

## Hammerwerk
Seit 1778 gab es im Ort ein Hammerwerk, es wurde mit dem Wasser der Ruhr betrieben. Es diente zur Herstellung von Eisenwaren, die Bevölkerung nannte es auch Sensenfabrik. Die Eigentümer wechselten mehrfach, Der Hammer war 1821 mit einem Eisenhammer, zwei Feuern und zwei Reckhämmern mit Trommelgebläse ausgestattet. Der Hammergraben wurde 1825 ausgeschachtet, um ein größeres Gefälle für das Wasser zu bekommen. Dem Besitzer ging dabei das Geld aus und der Gewerke Ulrich aus Brilon, der auch Rothschild des Sauerlandes genannt wurde, beteiligte sich an dem Unternehmen. Die Eigentümerfamilie Busch verkaufte das Hammerwerk 1929 an die VEW, die es zur Stromerzeugung nutzte.

## Ortsname
Der Ortsname hat die gleiche Ableitung wie Rattlar, Ottlar, Uslar oder Netlar. Die Silbe lar zeigt die Lage in einem Tal an. Die Vorsilbe Nutt stammt von der keltischen Bezeichnung netro, was so viel wie Moor bedeutet. Also ist Nuttlar ein Ort der in einer sumpfigen Tallage liegt. Möglich ist aber auch, dass der Ortsname Ort im Nusswald bedeutet. Bei der früher üblichen Viehhaltung im Hutewald waren wohl eher Nusssträucher als Eichen in der Überzahl.

### Wappen
| Wappen der ehemaligen Gemeinde Nuttlar | Blasonierung: In Blau ein silberner Schieferhammer mit goldenem Griff, begleitet von zwei gestürzten goldenen Nüssen. Beschreibung: Der Hammer symbolisiert den im Ort betriebenen Schieferbergbau. Die Nüsse sollen ebenfalls ein sprechendes Symbol sein (Nuz-lare=Nuttlar). Die amtliche Genehmigung des Wappens erfolgte am 29. August 1951. |

## Einwohnerentwicklung
Die Entwicklung der Einwohner des Ortes nahm im Laufe der Jahrhunderte stetig zu, die größte Zunahme ist für 1946 zu verzeichnen, da kamen 452 Evakuierte und Flüchtlinge in den Ort.
| Jahr | Wohnhäuser | Einwohner |
| ---- | ---------- | --------- |
| 1536 | 17         | 120       |
| 1563 | 15         | 110       |
| 1618 | 20         | 140       |
| 1756 | 30         | über 100  |
| 1818 | 40         | 379       |
| 1871 | 104        | über 750  |
| 1905 | 141        | über 1000 |
| 1925 |            | 1266      |
| 1939 | 246        | über 1500 |
| 1946 | 250        | 2019      |
| 1987 | 411        | 1854      |
| 1991 | 420        | 1848      |
| 1992 | 426        | 1882      |

## Kultur

### Freizeit und Tourismus
Nuttlar wird vom Hauptwanderweg 10 des Sauerländischen Gebirgsvereins (Wilhelm-Münker-Weg) und dem Bestwiger Panoramaweg berührt. Auch der 2006 eröffnete Ruhrtalradweg führt durch den Ort. Außerdem besitzt Nuttlar seit einigen Jahren eine Beachvolleyballanlage „Am Dümel“.
Das seit 1985 stillgelegte Schieferbergwerk Nuttlar wurde am 27. Mai 2014 als offizielles Besucherbergwerk wieder eröffnet. Im Rahmen von verschiedenen Abenteuerführungen konnte es besichtigt werden. Auch wurden dort Klangschalen-Meditationen angeboten, ebenso waren Hochzeiten unter Tage möglich. Das Besucherbergwerk ist seit dem 31. März 2023 geschlossen.
Bereits seit Juni 2013 steht das Bergwerk zertifizierten Höhlentauchern offen. Dies wurde möglich, da dort mit Stilllegung auch der Strom abgeschaltet wurde. Dadurch fielen die Entwässerungspumpen aus, sodass innerhalb von sieben Jahren die unteren beiden Sohlen des Bergwerks geflutet wurden. Insgesamt stieg der Wasserspiegel im Bergwerk um etwa 38 Meter an und flutete einen Bereich von etwa zehn Kilometer Streckenlänge. Damit ist das Schieferbergwerk das größte zu betauchende Bergwerk in Deutschland und das zweitgrößte in Europa. Im großen Kavernenbereich werden auch Tauchgänge für normale Sporttaucher angeboten. Das Höhlentauchen ist von der Schließung des Besucherbergwerks nicht betroffen.

### Sauerland-Bergpreis
Zwischen 1965 und 1984 war Nuttlar Austragungsort des ADAC Sauerland-Bergpreises. Dieser fand auf einer dreieinhalb Kilometer langen Strecke mit mehr als 30 Kurven und einem Höhenunterschied von 175 Meter entlang der L776 statt und lockte jährlich zwischen 10.000 und 30.000 Besucher nach Nuttlar. Höhepunkt war 1973 die Ausrichtung der Entscheidung zur Deutschen Rennsportmeisterschaft, die von Dieter Glemser aus Warmbronn gewonnen wurde, er fuhr einen Ford Escort. Bekannte teilnehmende Rennfahrer waren u. a. Stirling Moss, Keijo Rosberg, Gerhard Mitter, Hans-Joachim Stuck, Rolf Stommelen, Jochen Maas, Wili Kauhsen, Harald Ertl, Klaus Ludwig, Jürgen Neuhaus. Den Streckenrekord fuhr 1978 Peter Scharmann mit einer Zeit von 1,35 Minuten auf einem Ralt RT1 Formel 2, die Durchschnittsgeschwindigkeit betrug 131,63 km/h. Ab 1985 wurde die Durchführung des Rennens aus Gründen des Umweltschutzes untersagt. 2010 wurde der Sauerlandbergpreis wieder neu aufgelegt und rund 5000 Besucher waren dort vertreten.

### Kirchengebäude

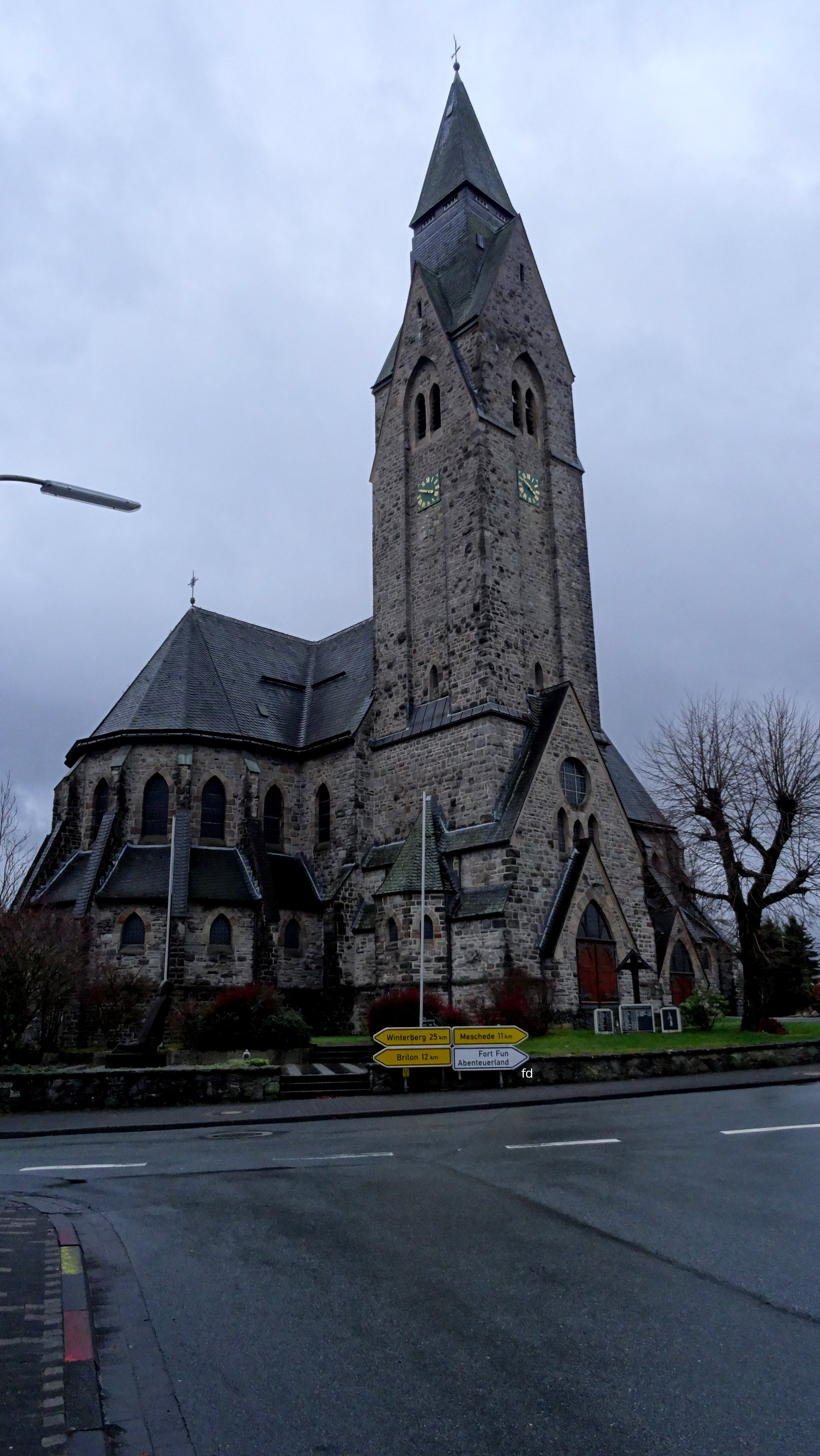
St. Anna Nuttlar

Eine Kapelle ist ab der Mitte des 17. Jahrhunderts belegt, diese Kapelle zum Hochheiligen Kreuz stand im Zentrum des Dorfs, in der Nähe der heutigen Kirchstraße, auf der Höhe des Ehrenmals. Franz Hoffmann aus Werl malte den Innenraum 1877 aus. 1884 war die Kapelle so baufällig, dass sie mit Hilfe von Eisenstangen vor dem Einsturz bewahrt wurde, 1886 wurde ein Anbau fertiggestellt, der die größte Raumnot beseitigte. Das historische Gebäude im Stil der Renaissance musste 1912 wegen Baufälligkeit abgebrochen werden. Die Steine wurden im 1914 fertiggestellten Neubau der St.-Anna-Kirche nach Entwurf des hannoverschen Architekten Maximilian Jagielski wiederverwendet. Im Dachreiter des Altbaus hingen zwei Glocken, die größere wurde 1883 aufgehängt, der Verbleib der Vorgängerglocke ist nicht geklärt. Diese Glocke hängt heute in der Friedhofskapelle, sie ist mit einer Inschrift versehen, die übersetzt heißt Gott lobe ich – Die Lebenden rufe ich – Die Toten beklage ich – Aus der Werkstätte Henr. Humpert eines Briloner Bürgers zur Ehre von St. Anna – Nuttlar im Jahre 1883 – Kellermann. Die kleinere Glocke wog 60,5 kg, sie wurde 1901 gestiftet und musste 1917 für Rüstungszwecke abgeliefert werden. Eine weitere Kapelle mit dem Patrozinium der hl. Anna wurde 1745 auf dem Dümel errichtet, sie musste 1870 dem Neubau der Eisenbahn weichen.

### Kreuzweg am Sengenberg

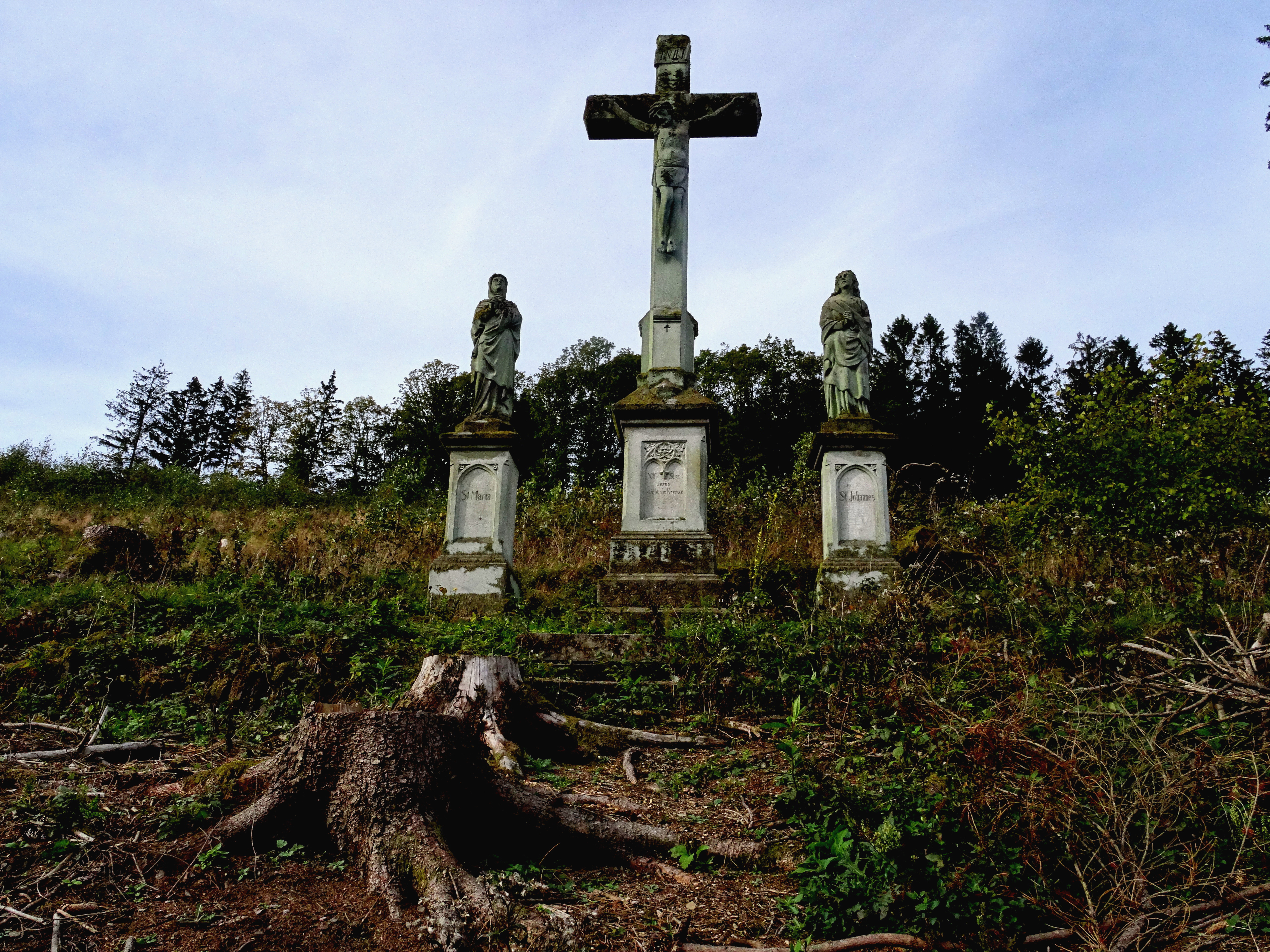
Kreuzigungsgruppe am alten Standort

Die erste Station des Kreuzweges errichtete 1861 ein Grundstückseigentümer am Sengenberg, in dem danebenstehenden Opferstock wurde Geld für die Errichtung weiterer Stationen gesammelt. Die dafür erforderlichen Sandsteinblöcke mussten mit 6er-Pferdegespannen auf den Berg gezogen werden. Die letzte Station konnte 1885 aufgebaut werden, auf der Rückseite der 14. Station ist der Name des Vikars Kellermann eingraviert. Der denkmalgeschützte Kreuzweg wurde im Laufe der Jahrzehnte mehrfach restauriert und teilweise neu gefasst. Wegen des Weiterbaues der Bundesautobahn 46 musste die Kreuzigungsgruppe, die mittlerweile versteckt im Hochwald auf 425 Meter Höhe lag, transloziert werden. Die notwendige Restaurierung der Gruppe hat sich die Dorfgemeinschaft Nuttlar zum Ziel gesetzt.

## Wirtschaft und Infrastruktur

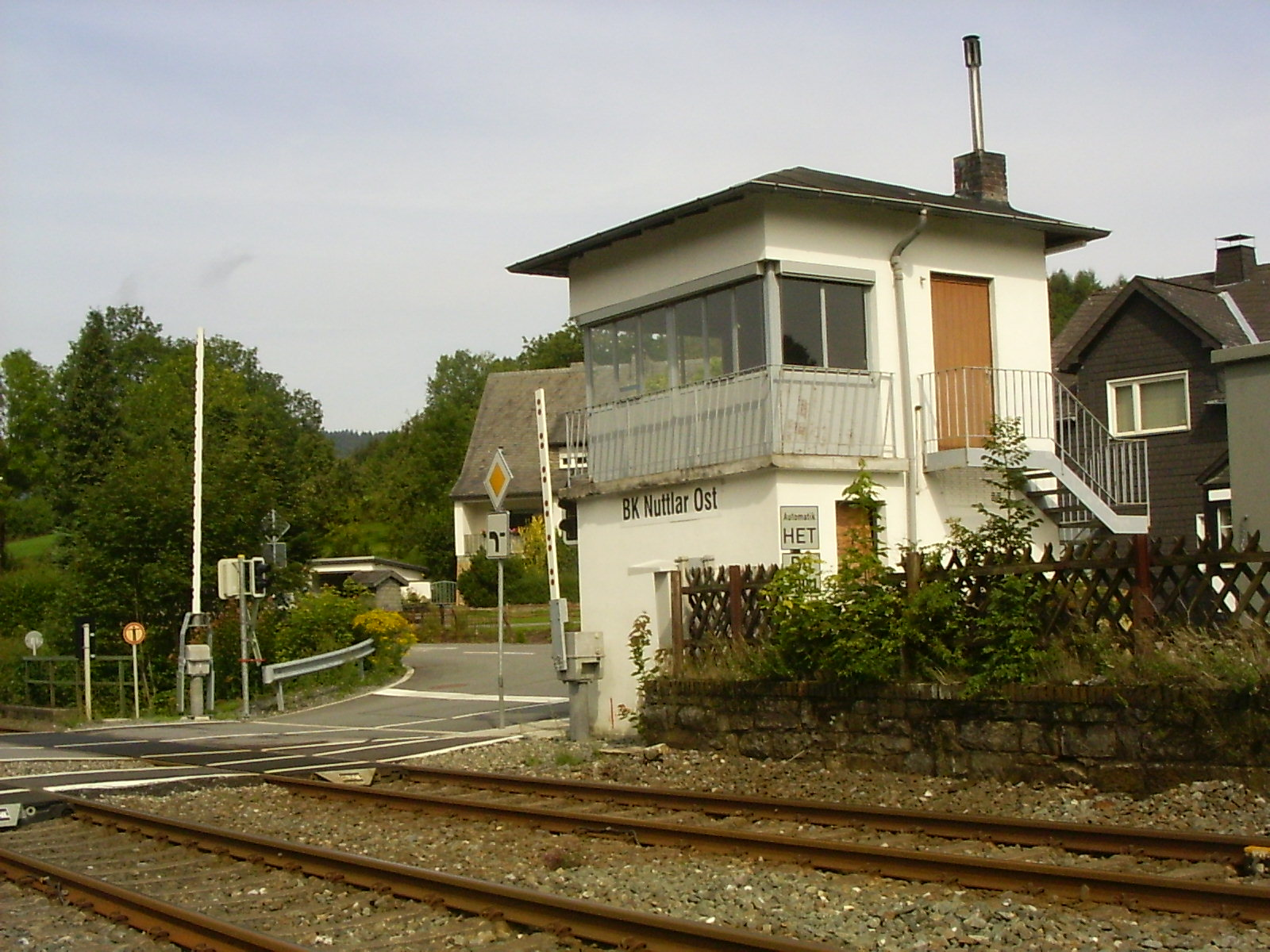
Bahnübergang an der ehemaligen Blockstelle Nuttlar Ost mit Stellwerk Bk, 2006

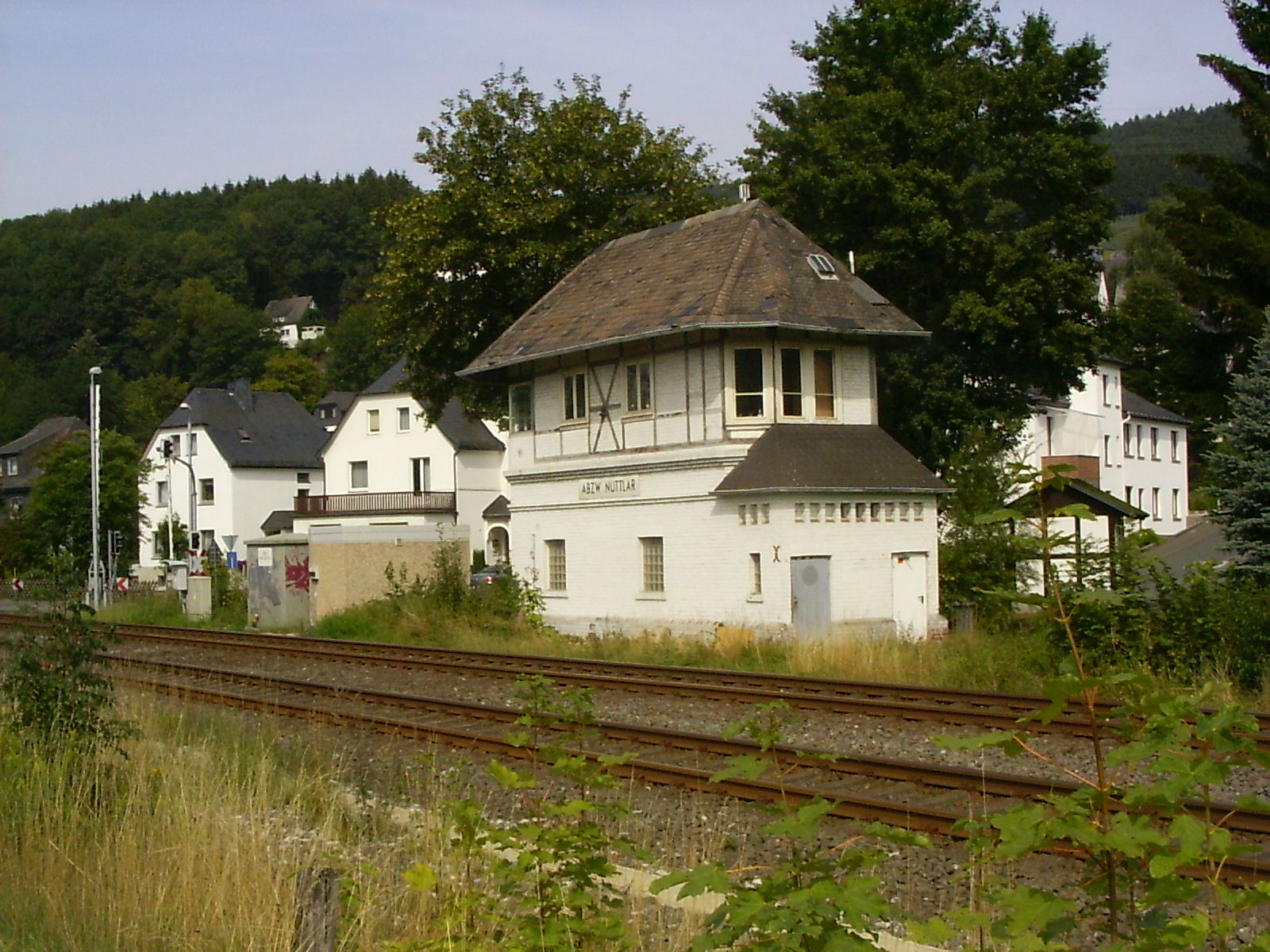
Ehemaliges Stellwerk Abzw, 2006

### Bahnhof Nuttlar
Der Bahnhof Nuttlar war ein Trennungsbahnhof, an dem seit dem 1. Mai 1902 die Bahnstrecke Nuttlar–Frankenberg von der Oberen Ruhrtalbahn abzweigte, die von Meschede kommend Nuttlar am 1. Juli 1872 erreichte und am 6. Januar 1873 zum Bahnhof Warburg vervollständigt wurde. Der Bahnhof wurde bis 1969 von Reisezügen angefahren und nach seiner Auflassung in eine Abzweigstelle umgewandelt. Das ehemalige Befehlsstellwerk war bis 2005 in Betrieb und wurde nach Einrichtung einer Fernsteuerung durch das Stellwerk Bestwig um 2006 abgerissen.

### Unternehmen

#### Schieferabbau
Ab der Mitte des 19. Jahrhunderts lebte Nuttlar vor allem vom Schieferbergbau. Bei Nuttlar wurden auch Antimonerze auf der Grube Unverhofft Glück abgebaut. Fünf Männer gründeten 1857 die Firma Gessner und kauften von den Nuttlarer Schieferbrechern die Mutungen. Durch stetige Modernisierungen und Rationalisierungsmaßnahmen entwickelte sich die Firma günstig, ein Vorteil war auch die steigende Nachfrage für Dachschiefer. 1878 bekam die Firma die Genehmigung für eine Förderung unter Tage, die Zahl der Arbeitnehmer stieg bis 1900 auf etwa 100; es wurden auch Kinder und Jugendliche beschäftigt. Der Erste Weltkrieg hatte keine negativen Auswirkungen auf den Schieferabbau, da die Rüstungsindustrie Schiefer für Isolations- und Elektroplatten benötigte. In der Zeit bis zum Ende des Zweiten Weltkrieges konnten wegen der finanziellen Situation keine Modernisierungen durchgeführt werden, die war erst nach der Zeit des Wiederaufbaues nach 1945 möglich. Die Produktionsabläufe wurden durchgehend technisiert es wurden etwa 130 Menschen beschäftigt. Der Schieferabbau bekam starke Konkurrenz durch billigeren Schiefer aus Spanien und wegen des Einsatzes von Eternit. Die Produktion von Schwerbetonsteinen aus dem Schieferabraum wurde aufgenommen, Versuche Blähschiefer herzustellen schlugen fehl, der heimische Schiefer war dafür nicht geeignet. Die Fertigung der Betonsteine und der Abbau von Schiefer wurde 1985 eingestellt.

#### Sauerwald Schiefertafeln
1867 begann die Firma H. C. Sauerwald damit, Schieferschultafeln zu produzieren. Der Rohschiefer wurde in der Grube Stukenland gewonnen, anschließend geschliffen und geglättet. In den Anfangsjahren kamen die Tafeln ohne Linien und Rahmen auf den Markt. Nach 1873 wurden die Tafeln mit eingeritzten Linien und einem gebeizten Holzrahmen verkauft. Die Firma bestand bis 1937.

#### Brennerei Schneider

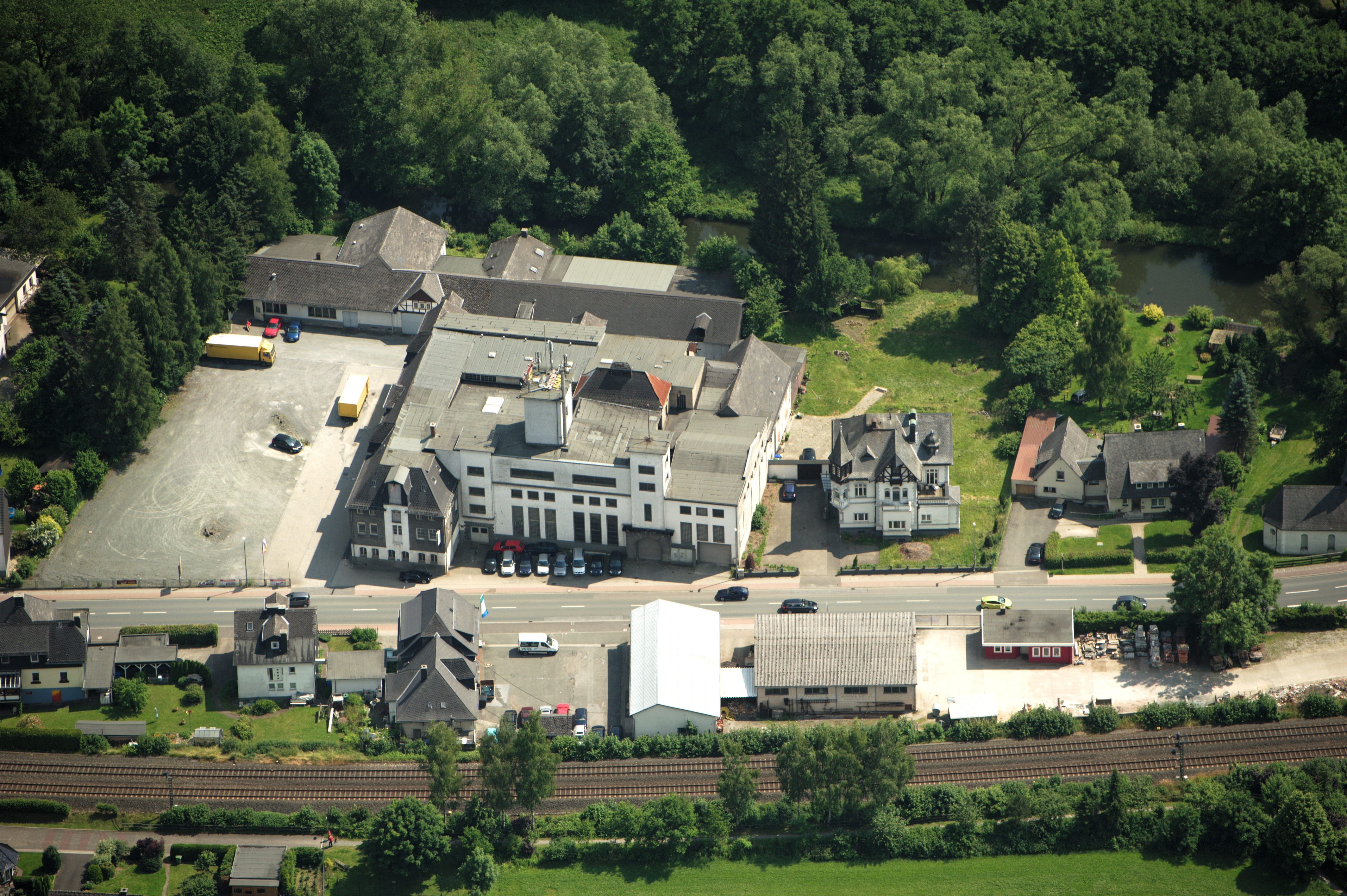
Ehemalige Spirituosenfabrik Schneider, 2013

Seit 1869 brannte die Firma H. & F. Schneider -Sauerländische Korn- und Wacholderbrennerei Hochprozentiges. Das Firmengelände befand sich ursprünglich auf dem Hammer, 1874 wurde eine neue Brennerei auf dem heutigen 8000 Quadratmeter großen Firmengelände gebaut. Dort waren bis zu 30 Personen beschäftigt. Erfolgreichstes Produkt war der bernsteinfarbige Korn mit dem Namen Ganz alter Schneider. Dieser Edelkorn gewann zweimal den Großen Preis der Deutschen Landwirtschaftsgesellschaft, die höchstmögliche Auszeichnung. Der Gesamtausstoß an Spirituosen lag in den besten Jahren bei etwa eine Million Flaschen pro Jahr. Der Brennereibetrieb wurde 2005 eingestellt und nach Oelde zur Firma Schwarze & Schlichte verlagert. Auf dem Firmengelände wird heute ein Lager mit Verkauf betrieben.

#### Sonstige
Heute sind die größten Arbeitgeber die Firmen Honsel, Feil sowie Sauerwald & Söhne.

## Vereine
- FC Ostwig/Nuttlar 1990 e. V.[29]
- Freiwillige Feuerwehr Bestwig, Löschgruppe Nuttlar[30]
- St. Anna Schützenbruderschaft, 1876 gegründet[31]
- Sauerländischer Gebirgsverein, Abteilung Nuttlar[32]
- Skiclub Bestwig[33]
- Turn- und Sportverein Nuttlar, 1892 gegründet, hat etwa 1.000 Mitglieder und gehört somit zu den 20 größten Sportvereinen im HSK[34]
- Dorfgemeinschaft Nuttlar[35]
- MGV 1888 Nuttlar e. V., bestehend aus traditionellem Männergesangverein und einem gemischten Chor, der die moderne Chorliteratur bevorzugt.[36]